# Stefano Satta Flores

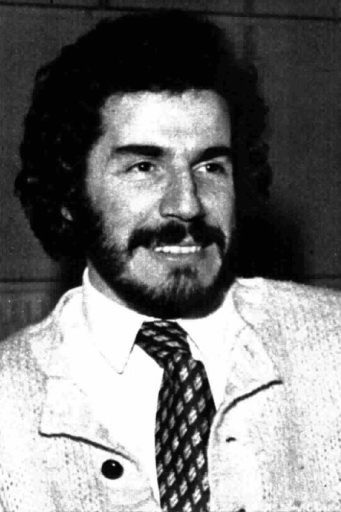
Stefano Satta Flores (1974)

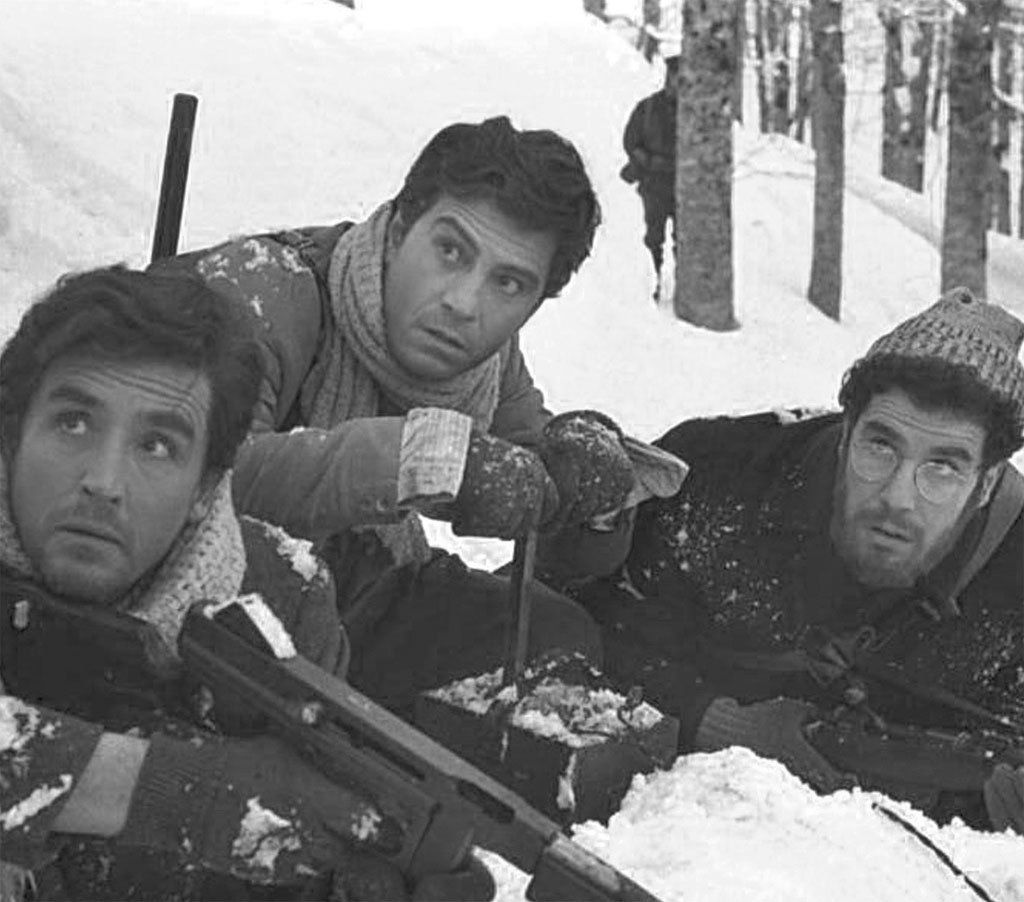
Filmausschnitt mit Vittorio Gassman, Nino Manfredi und Satta Flores (Wir waren so verliebt)

Stefano Satta Flores (* 14. Januar 1937 in Neapel; † 22. Oktober 1985 in Rom) war ein italienischer Schauspieler und Synchronsprecher.

## Leben
Der gebürtige Neapolitaner absolvierte seine Ausbildung am renommierten Centro Sperimentale di Cinematografia in Rom. Am Piccolo Teatro di Milano spielte er in Stücken von Shakespeare und Mattia Sbragia. Die Regisseurin Lina Wertmüller holte ihn 1963 zum Film, wo er 1963 in Die Basilisken gleich eine Hauptrolle bekam. Der Landvermesser und Träumer Francesco machte Stefano Satta Flores schlagartig bekannt. Er spielte die Titelrolle des Jack in Jack l’infallibile und in Wertmüllers nächstem Film Diesmal sprechen wir über Männer. Zu seinen bekanntesten Filmen zählen Dario Argentos Vier Fliegen auf grauem Samt (1971), Carlo di Palmas Theresa, die Diebin als Partner von Monica Vitti und Ettore Scolas Wir waren so verliebt (1974), in der sich die Hauptrollen mit Stefania Sandrelli, Nino Manfredi und Vittorio Gassman teilt. In Scolas Film spielt er den ehemaligen Partisanen Nicola, der Jahre nach dem Krieg wegen seiner sozialistischen Gesinnung seine Arbeit verliert und der neorealistischen Filmkunst frönt. Ebenfalls politisch engagiert, gründet Stefano Satt Flores die alternative Theater-Gruppe „I compagni di scena“. Politisch engagierte Filme wie Giuliano Montaldos Agnes geht in den Tod und Pasquale Squitieris Arbeiten Der eiserne Präfekt (Il prefetto di ferro) (1977) und Der Aufstieg des Paten (Corleone) oder sensible Beziehungsdramen wie Eriprando Viscontis Una spirale di nebbia (1977) bestimmen seine Filmographie. Zu seinen raren Komödien zählt Ted Kotcheffs Die Schlemmer-Orgie (1978). 1980 engagiert ihn Ettore Scola ein weiteres Mal für Die Terrasse. Giuseppe Ferraras Die 100 Tage von Palermo (1984) bleibt sein letzter Film. Stefano Satta Flores starb im Alter von 48 Jahren an Leukämie.

## Filmografie (Auswahl)
- 1963: Die Basilisken (I basilischi)
- 1965: Diesmal sprechen wir über Männer (Questa volta parliamo di uomini)
- 1966: Aber, aber, meine Herren… (Signore & signori)
- 1968: Mit Pistolen fängt man keine Männer (La ragazza con la pistola)
- 1970: La Califfa
- 1970: Das Gesetz des Schweigens (… E venne il giorno dei limoni neri)
- 1971: Vier Fliegen auf grauem Samt (4 mosche di velluto grigio)
- 1973: Ein Pate kommt selten allein (L'altra faccia del padrino)
- 1973: Theresa, die Diebin (Teresa la ladra)
- 1974: Wir waren so verliebt (C'erevamo tanto amato)
- 1975: Liebe auf sizilianisch (Perdutamente tuo… mi firmo Macaluso Carmelo fu Giuseppe)
- 1975: Salon Kitty
- 1976: Agnes geht in den Tod (L'Agnese va a morire)
- 1977: Der eiserne Präfekt (Il prefetto di ferro)
- 1977: Una spirale di nebbia
- 1978: Der Aufstieg des Paten (Corleone)
- 1978: The Gun (L'arma)
- 1978: Die Schlemmer-Orgie (Who Is Killing the Great Chefs of Europe)
- 1979: Der eingebildete Kranke (Il malato immaginario)
- 1979: Eine total verrückte Kompanie (Riavanti… marsch!)
- 1980: Die Terrasse (La terrazza)
- 1984: Die 100 Tage von Palermo (Cento giorni a Palermo)